# Rochester Jeffersons
Die Rochester Jeffersons waren eine American-Football-Mannschaft aus Rochester (New York). Das Team spielte in den Jahren 1920 bis 1925 in der American Professional Football Association (APFA), der späteren National Football League (NFL). Es gehörte zu den Gründungsmitgliedern der Liga. 

## Geschichte
Ende des 19. Jahrhunderts begannen in Rochester Jugendliche (v. a. Studenten der High School und der Universität) eine Football-Mannschaft zu organisieren. Ein genaues Gründungsdatum ist nicht bekannt. Eine Pressenotiz vom 22. Oktober 1925 in der Appleton Post-Crescent gibt 1898 als Gründungsjahr an. Da die Mannschaft auf einem Platz an der Jefferson Avenue spielte, benannte sich das Team „Jeffersons“. 1908 stieg der damals 16-jährige Leo Lyons (1892–1976) in die Organisation des Teams ein.  Innerhalb von zwei Jahren wurde er General Manager und Eigentümer des Teams. Von 1908 bis 1919 spielte das Team in der informellen New York Professional Football League, vor allem gegen andere Mannschaften aus Rochester und Umgebung.
1916 reklamierte das Team den Titel des Staatsmeisters für sich. 1917 organisierte Lyons ein Spiel gegen das damals bekannteste und beste Team, die Canton Bulldogs mit dem Starspieler Jim Thorpe. Dieses wurde zwar mit 41:0 verloren, war jedoch ein finanzieller Erfolg. Als sich 1920 die Manager verschiedener Football-Teams im Herbst 1920 in Canton trafen, war auch Lyons als Vertreter der Rochester Jeffersons anwesend. Somit gelten die Rochester Jeffersons als eine der Gründungsmannschaften der American Professional Football Association, der späteren NFL.
Im Jahr 1920 spielte das Team insgesamt elf Spiele, davon gewannen sie sechs. Darunter war aber nur ein Spiel gegen ein anderes APFA-Team, die Buffalo All-Americans. Dieses Spiel war das einzige Auswärtsspiel und wurde mit 6:17 verloren. Die Heimspiele fanden im Baseball Park at Bay Street statt. In der folgenden Saison 1921 hatte das Team acht Begegnungen. Fünf Spiele waren gegen andere APFA-Teams. Die Mannschaft war gegen die Columbus Panhandles und die Tonawanda Kardex Lumbermen erfolgreich. Die Heimspiele wurden wieder im Bay Street Park, in späteren Jahren dann auch im Edgerton Park ausgetragen. 
In den nächsten vier Jahren gelang dem Team kein einziger Sieg mehr gegen eine NFL-Mannschaft. Da auch die Spiele ein geringes Zuschauerinteresse generierten, wurden nur wenige Heimspiele veranstaltet. Die meisten Zuschauer wollten Spiele einheimischer Spieler gegen Mannschaften aus der Nachbarschaft sehen, damit war die Mannschaft jedoch gegen die anderen NFL-Teams und später auch gegen die unabhängigen Teams nicht siegfähig. Eingekaufte gute Spieler aus anderen Gegenden erwiesen sich nicht als Publikumsmagnet. Der Versuch, für die Saison 1925 Red Grange zu engagieren, schlug fehl. Grange ging zu den Chicago Bears. Die Heimspiele fanden mehr und mehr im Edgerton Park statt. In der Saison 1925 wurde kein einziges Heimspiel ausgetragen, die Jeffersons galten als Reiseteam (travelling team).   
Die Finanzierung des Teams gestaltete sich immer schwieriger. Am 10. Juli 1926 stellte Lyons schließlich den Betrieb des Teams ein. Zunächst sollte das Franchise für ein Jahr pausieren. Während der Treffen der NFL-Teambesitzer im Frühjahr 1927 wurde jedoch beschlossen, die Liga neu zu strukturieren und die Anzahl der Mannschaften zu reduzieren. Zu den schlechten Teams gehörte auch Rochester. Das Franchise wurde deshalb erneut für ein Jahr stillgelegt. Da bis zum 7. Juli 1928 keine weitere Aktivitäten (u. a. ein Verkauf) unternommen  wurde, verfiel das Franchise.
Nach dem Ende der Rochester Jeffersons sammelte Lyons Memorabilia der NFL und galt als ihr inoffizieller Historiker. 

## Uniform
Das Team spielte in roten Jerseys mit weißen Ziffern. Die Ärmel besaßen zwei weiße Streifen. Das von 1920 bis 1922 genutzte alternative Jersey hatte sechs senkrechte weiße Streifen auf der Brust sowie sechs Streifen an den Ärmel.

## Statistik
| Saison | Liga  | Siege | Niederlagen | Unentschieden | Punkte erzielt | Punkte zugelassen | Platzierung  | Head Coach                     |
| ------ | ----- | ----- | ----------- | ------------- | -------------- | ----------------- | ------------ | ------------------------------ |
| 1908   | NYPFL | 3     | 1           | 0             | 30             | 11                |              |                                |
| 1909   | NYPFL | 1     | 0           | 1             | 16             | 0                 |              |                                |
| 1910   | NYPFL | 1     | 0           | 3             | 11             | 0                 |              |                                |
| 1911   | NYPFL | 0     | 0           | 4             | 5              | 5                 |              | Joe Still                      |
| 1912   | NYPFL | 4     | 1           | 1             | 49             | 23                |              |                                |
| 1913   | NYPFL | 4     | 5           | 0             | 97             | 91                |              |                                |
| 1914   | NYPFL | 2     | 1           | 1             | 71             | 19                |              | Harry Irwin, H. Acton Langslow |
| 1915   | NYPFL | 3     | 1           | 3             | 58             | 37                |              |                                |
| 1916   | NYPFL | 5     | 2           | 3             | 121            | 54                |              |                                |
| 1917   | NYPFL | 4     | 2           | 1             | 104            | 33                |              | Harry Irwin                    |
| 1918   | NYPFL | 1     | 1           | 0             | 35             | 43                |              |                                |
| 1919   | NYPFL | 7     | 2           | 2             | 237            | 65                |              | Jack Forsyth                   |
| 1920   | APFA  | 6     | 3           | 2             | 156            | 57                | 7. (von 14)  | Jack Forsyth                   |
| 1921   | APFA  | 2     | 3           | 0             | 85             | 76                | 10. (von 21) | Jack Forsyth                   |
| 1922   | NFL   | 0     | 4           | 1             | 13             | 76                | 15. (von 18) | Joe Alexander                  |
| 1923   | NFL   | 0     | 4           | 0             | 6              | 141               | 19. (von 20) | Leo Lyons                      |
| 1924   | NFL   | 0     | 7           | 0             | 7              | 156               | 16. (von 18) | Leo Lyons                      |
| 1925   | NFL   | 0     | 6           | 1             | 26             | 111               | 16. (von 20) | Cecil Grigg                    |

## Namhafte Spieler
- John Barsha, Fullback, spielte 1920 bei den Rochester Jeffersons
- Hal Clark, End, spielte 1920 bis 1925 bei den Rochester Jeffersons
- Elmer Oliphant, spielte 1920 bei den Rochester Jeffersons
- Bill Kellogg, Tackle, spielte 1925 bei den Rochester Jeffersons
- Joe „Doc“ Alexander, Offensive Line, spielte 1921 bis 1924 bei den Rochester Jeffersons, 1922 war er Trainer